# Thoriová rozpadová řada

Thoriová rozpadová řada

Thoriová rozpadová řada je jedna ze čtyř základních rozpadových řad, které popisují průběh jaderných přeměn radioaktivních prvků.
| Izotop | Poločas přeměny | Přeměna  | Přeměna     |
| ------ | --------------- | -------- | ----------- |
| 232Th  | 1,405×1010 r    | α        | α           |
| 228Ra  | 5,75 r          | β−       | β−          |
| 228Ac  | 6,15 h          | β−       | β−          |
| 228Th  | 1,9116 r        | α        | α           |
| 224Ra  | 3,66 d          | α        | α           |
| 220Rn  | 55,6 s          | α        | α           |
| 216Po  | 0,145 s         | α        | α           |
| 212Pb  | 10,64 h         | β−       | β−          |
| 212Bi  | 60,55 min       | β−       | α (35,94 %) |
| 212Po  | 0,299×10−6 s    | α        | α (35,94 %) |
| 208Tl  | 3,053 min       | α        | β−          |
| 208Pb  | stabilní        | stabilní | stabilní    |